# Битва у Бергена (1759)
Битва у Бергена (фр. Bataille de Bergen, нем. Schlacht bei Bergen) — сражение Семилетней войны, состоявшееся 13 апреля 1759 года у городка Берген под Франкфуртом-на-Майне (ныне район Франкфурта Берген-Энкхайм), на пути в Ханау, на правом берегу Майна между соединённым корпусом французов и саксонцев под командованием герцога де Брольи и Союзной армией пруссаков и их союзников принца Фердинанда Брауншвейгского. Одна из немногих крупных побед  французов в семилетней войне наряду с битвами при Хастенбеке и при Лутерберге.

## Перед сражением
Французская армия состояла в начале 1759 года из 97 тысяч человек, из которых 66 тысяч под началом французского главнокомандующего, маршала Луи Жоржа Контада, находились на зимних квартирах вдоль Рейна, а 31 тысяча, возглавляемая герцогом де Брольи, составляла так называемую Майнскую армию, расквартированную во Франкфурте-на-Майне.
План Фердинанда Брауншвейгского, возглавлявшего армию союзников, состоял в том, чтобы разбить французов поодиночке, не допустив их соединения. К концу марта 1759 его армия насчитывала около 27 000 человек, сгруппированных в три дивизии. Одной командовал эрбпринц, другой —  Иоганн-Казимир фон Изенбург-Будинген, а третьим — Георг Гольштейн-Готторпский. Операции начались с захвата Фульды и Майнингена, занимаемых войсками имперской армии под командованием фельдмаршала фон Цвейбрюкена. Когда имперская армия отступила в Богемию, Фердинанд двинулся в Гессен, надеясь напасть на корпус Брольи, прежде чем он сможет получить подкрепление.
К его изумлению, Майнскую армию застать врасплох не удалось, и французы заняли укрпелнную оборонительную позицию у городка Берген, под Франкфуртом, на которой и произошло столкновение противников 13 апреля.

## Силы сторон и диспозиция
Герцог де Брольи возглавлял соединённое войско французов и саксонцев, насчитывавшее 49 батальонов и 44 эскадрона с 135 орудиями, всего 35 тысяч человек. Саксонцы, приблизительно 4 тысячи человек, находившиеся в составе войска, были выделены в отдельный отряд под командованием принца Франца Ксавера.
Принц Брауншвейгский имел под своим началом 27 батальонов, 6 рот егерей и 43 эскадрона, всего 28 тысяч человек. Тяжёлая артиллерия Союзной армии (71 орудие) застряла в грязи на подходе к Бергену и не поспела к началу сражения, что, вероятно, и явилось одной из основных причин неудачи в сражении. Таким образом, вся участвовавшая в бою  с самого начала артиллерия принца Брауншвейгского состояла из лёгких орудий, имевшихся (по 2 на батальон) при пехоте, всего из 54 лёгких орудий.
Правый фланг французов опирался на окружённый садами городок Берген (в самом Бергене находились 8 батальонов пехоты и 15 в резерве, за Бергеном). Сады были вырублены и из деревьев устроены засеки, за которыми располагалась батарея из 16 орудий. Центр простирался на 2000 шагов (за шаг принято считать 0,8 метра) между Бергеном и лесом Вибель и состоял из 8 малых батарей (всего 45 орудий), за которыми находились 32 эскадрона кавалерии. Часть французской пехоты занимала господствующую над полем сражения высотку, не имея при этом артиллерии. Остаток французской пехоты располагался между последней, 8-й батареей, и лесом Вибель, в котором находились эльзасские егеря из вольного батальона (Volontaires d'Alsace). Левый фланг состоял из саксонского деташемента, имевшего на вооружении 16 орудий. Принц Ксавер охранял дорогу на местечко Вибель. Оставшиеся 12 эскадронов французской кавалерии находились в резерве, в лесу, за позициями эльзасцев.
Прусский военный историк, полковник Декер, подробно разбирающий сражение, пишет, что он при всех усилиях не смог понять смысла такого построения, разве что герцогу де Брольи удалось каким-то чудом предугадать будущий ход сражения, явившегося, по оценке Декера, во всех отношениях «одной из самых странных тактических аномалий».

## Ход сражения
Авангард принца Брауншвейгского, состоявший из 5 батальонов и 4 эскадронов, атаковал французские позиции у Бергена, не дожидаясь подхода тяжёлых орудий, без предварительного артиллерийского обстрела имевшихся в наличии лёгких орудий. Армия принца построена для того времени традиционно: в центре пехота, на флангах кавалерия. Егеря (4 роты) были направлены на Вибельский лес, где они целый день «шармицировали» в лесу с эльзасскими батальоном, не достигнув успеха.
Без артиллерийской поддержки солдаты должны были бегом преодолеть открытое пространство до французских засек, что им первоначально, каким-то чудом, удаётся и они даже захватывают часть французских пушек. Но вскоре атака отбита, отбиты и две попытки прийти на помощь авангарду. Французы постоянно «подпитывают» защитников Бергена солдатами из резерва, их артиллерия вносит опустошение в ряды нападающих.
Принц Брауншвейгский формирует батарею из 30 батальонных орудий и трёх к тому времени подошедших тяжёлых орудий, вступающую с расстояния в 2000 шагов в безнадёжную дуэль с тяжёлой французской артиллерией. В ходе атак на французские батареи и перестрелки ядрами был убит бригадир Раймон де Шабрие (Raymond de Chabrié), командовавший первым артиллерийским батальоном.
Со временем сражение приобретало всё более хаотичный характер, распадаясь на ряд схваток вокруг Бергена, где обе стороны бьются самоотверженно, однако какую-либо линию, логику в их действиях, атаках и контратаках угадать сложно, что и позволит позже полковнику Декеру назвать битву у Бергена «тактической аномалией». Осмотр поля боя в 2013  позволил предположить, что местность позволяла развернуть войска в боевые порядки только непосредственно перед городом, что обусловило лобовой характер атак на французские позиции.
С обеих сторон в бой втягиваются чуть ли не все резервы. Союзной армии, невзирая на все усилия, ни в одном пункте не удаётся добиться ощутимого прогресса. В конце концов принц Брауншвейгский выводит свои войска из сражения и перестраивает их, разместив кавалерию в центре, а пехоту на флангах. Цель такого построения - контратаковать французов, если те покинут занимаемые позиции, преследуя отходящих после атаки союзников. Однако французы не поддаются на приманку и усиливают, напротив, оборону Бергена.
Используя подошедшие к концу дня 11 тяжёлых орудий, принц Брауншвейгский в последний раз начинает перестрелку с французской артиллерией, однако скорее с тем, чтобы дать выход своей досаде и прикрыть начавшееся отступление, чем с какой-либо практической целью. Вечером Союзная армия уходит обратно, к Виндекену, так и сумев овладеть Бергеном.
Французская армия не начала преследования противника сразу же после битвы, однако 19 апреля лёгким силам (Chasseurs a pied et chasseurs a cheval) полковника Иоганна-Кристиана Фишера удалось отсечь и рассеять два эскадрона прусского драгунского полка Финкентштейна.

## Итоги сражения
Потери союзников составили 2373 человека, что касается французских потерь, то здесь существуют большие расхождения между историками: от 1800 (Декер) до 4000 (Грёлер). В сражении были убиты гессенский генерал-лейтенант Иоганн-Казимир фон Изенбург-Будинген и два французских бригадира Раймон де Шабрие и Луи-Огюстен Эрар (Louis Augustin Érard de Rey), саксонский генерал Георг-Карл фон Дирн скончался от полученных ранений 25 апреля 1759 года.
При Бергене французы одержали свою первую самостоятельную победу в сражении на германском театре Семилетней войны. Неудивительно, что эта победа была восславлена чуть ли не как эпохальное свершение, командующий французов буквально осыпан потоком милостей и наград: победитель при Бергене был сделан князем Священной Римской империи и маршалом Франции. В прусском лагере Берген был, напротив, оценён как незначительная, временная неудача.
После получения известия о победе главнокомандующему французов, маршалу Контаду, было приказано соединиться с де Брольи и начать совместное наступление, занять Гессен и, угрожая Ганноверу, заставить Союзную армию уйти из Вестфалии. 3 июня обе французских армии соединились у Гиссена и вскоре овладели крепостью Минден. На этом их успехи завершились: 1 августа 1759 года французы были разбиты принцем Брауншвейгским в сражении при Миндене.
В честь этого сражения названа соната Карла Филиппа Эммануила Баха «Битва при Бергене», написанная в 1774 году.